# Associazione Sportiva Astrea 1997-1998
Questa voce raccoglie le informazioni riguardanti l'Associazione Sportiva Astrea nelle competizioni ufficiali della stagione 1997-1998.

## Rosa
| N. |                   | Ruolo | Calciatore           |
| -- | ----------------- | ----- | -------------------- |
|    | Italia (bandiera) | P     | Daniele Assogna      |
|    | Italia (bandiera) | C     | Stefano Bertini      |
|    | Italia (bandiera) | A     | Roberto Capozzi      |
|    | Italia (bandiera) | A     | Fabrizio Carli       |
|    | Italia (bandiera) | D     | Herni Carnesecchi    |
|    | Italia (bandiera) | C     | Giuseppe Centrone    |
|    | Italia (bandiera) | A     | Alessandro Cordelli  |
|    | Italia (bandiera) | A     | Deni Crepaldi        |
|    | Italia (bandiera) | C     | Maurizio Santi Dalia |
|    | Italia (bandiera) | P     | Antonino Davì        |
|    | Italia (bandiera) | D     | Massimiliano Di Luca |
|    | Italia (bandiera) | C     | Daniele Fava         |
|    | Italia (bandiera) | D     | Alessio Ferri        |
|    | Italia (bandiera) | C     | Fabio Gallo          |

| N. |                   | Ruolo | Calciatore           |
| -- | ----------------- | ----- | -------------------- |
|    | Italia (bandiera) | D     | Francesco Giordani   |
|    | Italia (bandiera) | D     | Orlando Legnani      |
|    | Italia (bandiera) | C     | Marco Marziale       |
|    | Italia (bandiera) | D     | Angelo Mattei        |
|    | Italia (bandiera) | C     | Massimo Milana       |
|    | Italia (bandiera) | C     | Giovanni Paris       |
|    | Italia (bandiera) | D     | Alessio Piccheri     |
|    | Italia (bandiera) | D     | Riccardo Piergentili |
|    | Italia (bandiera) | C     | Tullio Polidori      |
|    | Italia (bandiera) | D     | Fabrizio Salvatore   |
|    | Italia (bandiera) | D     | Ubaldo Spalletti     |
|    | Italia (bandiera) | C     | Venanzi Michele      |
|    | Italia (bandiera) | A     | Mauro Venturi        |